# シーランド火災事故
シーランド火災事故（シーランドかさいじこ）は、1999年6月30日0時30分頃、大韓民国京畿道華城郡にある青少年修練施設・シーランド修練院で発生した火災事故。
修練院にあった蚊取り線香によって火災が発生し、児童19人を含む23人が死亡、5人が負傷した。
火災当時のシーランド修練院はコンクリート平屋建てに輸送コンテナを積み上げて3階建てとした建物で、児童を収容する施設としては明らかに不適切だった。火災報知器も不良品で、消火器が使われた形跡もなかった。火災当日は、3つの幼稚園から206人・小学生が42人・美術教室の生徒132人など497人の児童と引率の教師・講師47人など計544人が修練院に滞在していたが、初期通報が遅れたばかりか現場が消防署からかなりの遠距離で到着に手間取り、更に施設が崩壊したり有毒ガスが発生するなどして消火活動は困難を極めた。

## 余波
この火災で双子の娘と息子を失った遺族の一人がその後児童の安全問題に取り組み始め、現在の韓国子供安全財団に至っている。また息子を失ったホッケー韓国代表のキム・スンドクは、政府の事件処理に失望してメダルや勲章を返上・ニュージーランドに移住した。
2011年には、惨事の現場の隣に不法施設物などで飾られたキャンプ場が造成されて営業をしていることが明らかになった。この不法施設物を設置した人は、この惨事の当時オーナーであり、施設運営者と同一人物だという。